# Onychiurus movilae
Onychiurus movilae is een springstaartensoort uit de familie van de Onychiuridae. De wetenschappelijke naam van de soort is voor het eerst geldig gepubliceerd in 1989 door Gruia.